# Skalar-Tensor-Vektor-Gravitationstheorie
Die Skalar-Tensor-Vektor-Gravitationstheorie (STVG) ist eine modifizierte Theorie der Gravitation, welche von John Moffat am Perimeter Institute for Theoretical Physics entwickelt wurde.  Die Theorie wird oft auch als Modifizierte Gravitation (MOG) bezeichnet.
Sie ist von den schon länger als Alternative zur allgemeinen Relativitätstheorie diskutierten Skalar-Tensor-Theorien der Gravitation (Brans-Dicke-Theorie) zu unterscheiden.

## Überblick
Die Skalar-Tensor-Vektor-Gravitationstheorie basiert auf einem Wirkprinzip und postuliert die Existenz eines Vektorfeldes, sie behandelt die enthaltenen kosmologischen Konstanten als Vektorfelder.
Für schwache Felder produziert die Theorie eine Modifikation der Gravitationskraft, welche dem Yukawa-Potential ähnelt. Dies bedeutet, dass die Gravitationskraft auf große Entfernung stärker ist als durch das Newtonsche Gravitationsgesetz vorhergesagt wird, während der Gravitation auf geringeren Entfernungen eine fünfte Kraft mit abstoßender Wirkung entgegenwirkt.
Die Skalar-Tensor-Vektor-Gravitationstheorie will die Verteilung der Rotationsgeschwindigkeiten von Galaxien im Einklang mit der Tully-Fisher-Beziehung sowie die Masseverteilungen von Galaxieclustern, den Gravitationslinseneffekt in der Galaxie 1E 0657-558, sowie weitere kosmologische Beobachtungen, ohne die Existenz von Dunkler Materie und ohne Einsteins kosmologischer Konstante erklären. In kleineren Größenordnungen wie dem Solarsystem wird keine beobachtbare Abweichung von der Allgemeinen Relativitätstheorie vorhergesagt. Zudem bietet die Skalar-Tensor-Vektor-Gravitationstheorie eine Erklärung des Ursprungs des Trägheitseffekts an.

## Mathematische Beschreibung
Die STVG ist auf Basis des hamiltonschen Prinzip formuliert. Im Folgenden wird die Metrik {\displaystyle [+,-,-,-]} verwendet und die Lichtgeschwindigkeit durch Verwendung natürlicher Einheiten {\displaystyle c=1} gesetzt. Der Ricci-Tensor wird definiert über:
{\displaystyle R_{\mu \nu }=\partial _{\alpha }\Gamma _{\mu \nu }^{\alpha }-\partial _{\nu }\Gamma _{\mu \alpha }^{\alpha }+\Gamma _{\mu \nu }^{\alpha }\Gamma _{\alpha \beta }^{\beta }-\Gamma _{\mu \beta }^{\alpha }\Gamma _{\alpha \nu }^{\beta }}.
Wir beginnen mit der Einstein-Hilbert-Wirkung
{\displaystyle {\mathcal {L}}_{G}=-{\frac {1}{16\pi G}}\left(R+2\Lambda \right){\sqrt {-g}}},
wobei {\displaystyle R} die Spur des Ricci-Tensors, {\displaystyle G} die Gravitationskonstante, {\displaystyle g} die Determinante des metrischen Tensors {\displaystyle g_{\mu \nu }} und {\displaystyle \Lambda } die kosmologische Konstante ist.
Als Nächstes führen wir die Maxwell-Proca-Lagrangedichte für das STVG-Vektorfeld
{\displaystyle \phi _{\mu }} ein:
{\displaystyle {\mathcal {L}}_{\phi }=-{\frac {1}{4\pi }}\omega \left[{\frac {1}{4}}B^{\mu \nu }B_{\mu \nu }-{\frac {1}{2}}\mu ^{2}\phi _{\mu }\phi ^{\mu }+V_{\phi }(\phi )\right]{\sqrt {-g}}},
wobei {\displaystyle B_{\mu \nu }=\partial _{\mu }\phi _{\nu }-\partial _{\nu }\phi _{\mu }}, {\displaystyle \mu } die Masse des Vektorfelds, {\displaystyle \omega } die Stärke der Kopplung zwischen dem Vektorfeld der fünften Kraft mit Materie und {\displaystyle V_{\phi }} das Selbst-Interaktionspotential ist.
Die drei Konstanten der Theorie, {\displaystyle G}, {\displaystyle \mu } und {\displaystyle \omega }, werden zu Skalarfeldern, indem zugehörige kinetische und potentielle Terme in der Lagrange-Dichte eingeführt werden:
{\displaystyle {\mathcal {L}}_{S}=-{\frac {1}{G}}\left[{\frac {1}{2}}g^{\mu \nu }\left({\frac {\nabla _{\mu }G\nabla _{\nu }G}{G^{2}}}+{\frac {\nabla _{\mu }\mu \nabla _{\nu }\mu }{\mu ^{2}}}-\nabla _{\mu }\omega \nabla _{\nu }\omega \right)+{\frac {V_{G}(G)}{G^{2}}}+{\frac {V_{\mu }(\mu )}{\mu ^{2}}}+V_{\omega }(\omega )\right]{\sqrt {-g}}},
wobei {\displaystyle \nabla _{\mu }} die kovariante Ableitung mit Bezug auf die Metrik {\displaystyle g_{\mu \nu }} beschreibt, während {\displaystyle V_{G}}, {\displaystyle V_{\mu }} und {\displaystyle V_{\omega }} die Selbstinteraktionspotentiale, welche mit den Skalarfeldern verknüpft sind, darstellen.
Das STVG-Aktionsintegral hat die Form
{\displaystyle S=\int {({\mathcal {L}}_{G}+{\mathcal {L}}_{\phi }+{\mathcal {L}}_{S}+{\mathcal {L}}_{M})}~d^{4}x},
wobei {\displaystyle {\mathcal {L}}_{M}} die Lagrange-Dichte gewöhnlicher Materie ist.

## Sphärisch-symmetrische Lösung in einem statischen Vakuum
Die Feldgleichungen der STVG können aus dem Aktionspotential unter Anwendung des Variationsprinzips abgeleitet werden.
Zuerst wird dabei der Lagrange-Formalismus für ein Testteilchen postuliert:
{\displaystyle {\mathcal {L}}_{\mathrm {TP} }=-m+\alpha \omega q_{5}\phi _{\mu }u^{\mu }},
wobei {\displaystyle m} die Masse des Teilchens, {\displaystyle \alpha } ein Faktor für die Nichtlinearität der Theorie, {\displaystyle q_{5}} die Ladung der fünften Kraft und {\displaystyle u^{\mu }=dx^{\mu }/ds} die Vierergeschwindigkeit der fünften Kraft ist.
Angenommen, dass die Ladung der fünften Kraft proportional zu dessen Masse ist, {\displaystyle q_{5}=\kappa m}, so ist der Wert von {\displaystyle \kappa ={\sqrt {G_{N}/\omega }}} durch die folgende Bewegungsgleichung im sphärisch-symmetrischen gravitativ-statischen Feld einer Punktmasse {\displaystyle M} bestimmt:
{\displaystyle {\ddot {r}}=-{\frac {G_{N}M}{r^{2}}}\left[1+\alpha -\alpha (1+\mu r)e^{-\mu r}\right]},
wobei {\displaystyle G_{N}} die Newtonsche Gravitationskonstante ist.
Eine weitere Analyse der Feldgleichungen erlaubt die Bestimmung von {\displaystyle \alpha } und {\displaystyle \mu } für eine punktförmige Gravitationsquelle der Masse {\displaystyle M} in der Form
{\displaystyle \mu ={\frac {D}{\sqrt {M}}}},
{\displaystyle \alpha ={\frac {G_{\infty }-G_{N}}{G_{N}}}{\frac {M}{({\sqrt {M}}+E)^{2}}}},
wobei {\displaystyle G_{\infty }\simeq 20\,G_{N}} durch kosmologische Beobachtung bestimmt wird, während die Konstanten {\displaystyle D} und {\displaystyle E} die Galaxierotationskurven mit den folgenden Werten ergeben:
{\displaystyle D\simeq 6250\,M_{\odot }^{1/2}\mathrm {kpc} ^{-1}},
{\displaystyle E\simeq 25000\,M_{\odot }^{1/2}},
wobei {\displaystyle M_{\odot }} die Sonnenmasse ist. Diese Ergebnisse liefern die Grundlage für Berechnungen, mit denen die Theorie aufgrund von astronomischen Beobachtung geprüft werden kann.